# Multiplan
Multiplan (B3: MULT3) é uma empresa de investimentos imobiliários, sobretudo em shopping centers. Tem o capital aberto desde 2007 e integra, desde 2015, o Índice Bovespa. Tem sede na Barra da Tijuca, na cidade do Rio de Janeiro.

## Histórico
A Multiplan foi fundada pelo economista José Isaac Peres, seu atual presidente. Seu primeiro empreendimento construído foi o BH Shopping, inaugurado em 1979 no bairro Belvedere, em Belo Horizonte, sendo o primeiro shopping center do estado de Minas Gerais. A logomarca da empresa, um trevo, foi criada a partir do trevo rodoviário que serve de acesso ao primeiro shopping da empresa.
A empresa abriu seu capital no ano de 2007, com oferta primária e secundária de ações, arrecadando pouco menos de 1 bilhão de reais com a oferta de ações. Em 2015, suas ações passaram a integrar o Índice Bovespa, principal índice acionário brasileiro.
Atualmente, a empresa é a terceira maior do Brasil em área bruta locável (ABL) e tem participação em 19 shopping centers e dois complexos comerciais. Dentre os shoppings que administra, se destacam o Morumbi Shopping, seu empreendimento mais rentável, e o Diamond Mall, segundo shopping mais rentável tido em copropriedade com o Atlético Mineiro.
Em 2023, a Multiplan vendeu um projeto de condomínio em Miami Beach por US$ 32 milhões.

## Atuação Política
José Isaac Peres é conhecido principalmente por sua atuação no setor imobiliário e na construção de shopping centers, mas também possui um histórico de engajamento em questões políticas e sociais. Em diferentes momentos, Peres dialogou com autoridades  e contribuiu com políticas públicas relacionadas ao desenvolvimento urbano e econômico das regiões onde seus empreendimentos estão situados, bem como do Brasil, sendo um dos exemplos dessa atuação, o fato de ter recebido o título de cidadão ribeirãopretano pela Câmara Municipal desta cidade. Embora não tenha seguido carreira política, seu envolvimento reflete a preocupação com temas que impactam o ambiente de negócios e a sociedade, sempre buscando equilibrar interesses empresariais e coletivos.
Segundo o portal noticioso Metrópoles, o fundador e atual presidente da Multiplan, José Isaac Peres, fazia parte de um grupo de empresários no Twitter onde defendiam um golpe de Estado no Brasil em 2022 no caso de Luiz Inácio Lula da Silva ser eleito no pleito daquele ano. Segundo a investigação do portal, o fundador da Multiplan espalhou informações comprovadamente falsas sobre o sistema eleitoral brasileiro. Ele afirmou que sondagens de intenções de voto são “manipuladas” para confirmar resultados de “urnas secretas”. Ele continua. “O TSE é uma costela do Supremo, que tem 10 ministros petistas. Bolsonaro ganha nos votos, mas pode perder nas urnas. Até agora, milhões de votos anulados nas últimas eleições correm em segredo de Justiça. Não houve explicação”, escreveu.
Em 18 de agosto de 2023, o então ministro do Supremo Tribunal Federal, Alexandre de Moraes, determinou o arquivamento da investigação contra Peres. Segundo o ministro, "não foi encontrada nenhuma prova robusta contra o empresário".

## Empreendimentos
Shoppings Centers:
- Barra Shopping (Rio de Janeiro)
- New York City Center (Rio de Janeiro)
- Village Mall (Rio de Janeiro)
- Park Jacarepaguá (Rio de Janeiro)
- ParkShopping Campo Grande (Rio de Janeiro)
- Morumbi Shopping (São Paulo)
- Shopping Anália Franco (São Paulo)
- Shopping Vila Olímpia (São Paulo)
- Park Shopping São Caetano (São Caetano do Sul)
- Jundiaí Shopping (Jundiaí)
- Ribeirão Shopping (Ribeirão Preto)
- Shopping Santa Úrsula (Ribeirão Preto)
- BH Shopping (Belo Horizonte)
- Diamond Mall (Belo Horizonte)
- Pátio Savassi (Belo Horizonte)
- Park Shopping (Brasília)
- Parque Shopping (Maceió)
- Park Shopping Barigui (Curitiba)
- Barra Shopping Sul (Porto Alegre)
- Park Shopping Canoas (Canoas)

Torres Comerciais:
- Morumbi Corporate (São Paulo)
- Morumbi Office Tower (São Paulo)
- Morumbi Business Center (São Paulo)
- Centro Profissional Morumbi Shopping (São Paulo)
- Centro Empresarial Barra Shopping (Rio de Janeiro)
- Park Shopping Corporate (Brasília)
- Diamond Tower (Porto Alegre)
- Cristal Tower (Porto Alegre)
- Centro Profissional Ribeirão Shopping (Ribeirão Preto)

Edifícios Residenciais:
- Barra Golden Green (Rio de Janeiro)
- Península Green (Rio de Janeiro)
- Royal Green Península (Rio de Janeiro)
- Chácara Santa Elena (São Paulo)
- Résidence du Lac (Porto Alegre)
- Golden Lake (Porto Alegre)
- II Villaggio (Miami)